# شرحبيل يكف
شرحبيل يكف الحميري (نحو 410م- 480م): أحد ملوك عصر ملوك سبأ وذي ريدان وحضرموت ويمنت وأعرابهم في الطود وتهامة. تولى شرحبيل يكف العرش بعد الملك شرحبيل يعفر، في فترة ما فيما بين عامي (466 م -469م)، أي أن عام صعوده إلى العرش غير مؤكد حتى الآن.وهو مؤسس أسرة ملكية جديدة حكمت خلال الثلث الأخير من القرن الخامس الميلادي.أقدم نقش تم العثور عليه للملك شرحبيل يكف مؤرخ بسنة 580 حـ بالتقويم الحميري الموافق فبراير 470م.لم يلبث شرحبيل يكف أن أشرك ثلاثة من بنوه معه في اللقب الملكي (أبي شمر نواف، ولحيعة ينوف، ومعد كرب ينعم)، ولهم معاً نقش مؤرخ بسنة 582 حـ في التقويم الحميري الموافق 472م.
في سنة 584 حـ بالتقويم الحميري الموافق 474م، قام شرحبيل ومعه ابنيه نواف ولحيعة بحملة كبرى إلى شمال الجزيرة العربية لتأديب القبائل المتمردة، وإيقاف تعديات ونفوذ ملوك تنوخ - المناذرة - على تلك القبائل. وقد اتخذ شرحبيل يكف من وادي مأسل الجمح قاعدة عسكرية له لمدة شهرين وجه منها عدد من الحملات العسكرية، وقد قاتل جيشه عدد من القبائل الشمالية: طيء وعبد القيس وإياد، ثم واجه بنفسه ملك تنوخ عمرو بن الأسود (ابن الملك الأسود بن المنذر) الذي هرب من المعركة بعد أن قتل من جيشه ثمانين في مجزرة، وعلى إثر هذه الوقعة أسر ثلاثمائة، وقتل مئة فارس وستين جنديا، وغنموا أربعمائة جمل من عبد القيس، وفي أرض جو اليمامة طلب عمرو بن الأسود الصلح. وفي شهر القيظ/يونيو من ذلك العام، انطلقت سرية نحو أرض فارس وقاتلت ابن سلام زعيم إياد. ودون النقش بمأسل الجمح في شهر ذو علان سنة 584 حـ بالتقويم الحميري المقابل سبتمبر 474م.
من المؤكد أن الملك شرحبيل يكف عاش إلى سنة 475م. مع ذلك، ليس لدينا - حتى الآن - دلائل عن زمن وفاته أو تقاعده. هناك نقش غير مؤكد مؤرخ بسنة 475م أو 485م وفقاً لرأي كريستيان روبن.ومن المؤكد أن ابنه أو ابن أخيه لحيعة ينوف الأول خلفه على العرش في فترة ما من ثمانينات القرن الخامس الميلادي، والذي في فترة حكمه سنشاهد انخفاضًا ملحوظًا في كثافة التوثيق الكتابي الرسمي للدولة.

## اضطهاد المسيحيين
وفي عهد شرحبيل يكف انتشرت النصرانية في نجران، ومن الآثار الكتابية أن القديس أزقير (Azkir) كان كاهناً نصرانياً دعا إلى دينه أهل نجران، وأقام كنيسة ورفع الصليب وبشر بالنصرانية في نجران، فاستاء من ذلك "ذو ثعلبان" و"ذو قيفان"، وأرسلا رجالهما إلى المدينة لهدم الكنيسة وانزال الصليب والقبض على القديس، ففعلوا وألقوا به في غياهب السجن. فلما بلغ الملك اليهودي شرحبيل يكف (Sarābhīl Dānkǝf) أرسل إلى الأميرين اللذين كانا في نجران أن يرسلا إليه هذا الرجل الذي فتن الناس، فأرسل مخفورا إليه. وفي أثناء اجتيازه الطريق إلى عاصمة الملك ظهرت منه معجزات خارقة، آمن بها عدد ممن رافقوه أو وقفوا على أحواله، وتعمدوا على يديه. فلما وصل إلى ظفار عاصمة الملك شرحبيل، انتهره الملك وحاجه في دينه، وعرض عليه كتب اليهود، ثم أغراه بالذهب والمال، فقال له القديس: "الذهب والفضة فانيان، أما كرايس ساكن السماء فباق". وقد حرضه عليه أحد الأحبار، فأمر الملك عندئذ بإرساله إلى نجران لقتله. فلما بلغ المدينة، قتله اليهود، فمات شهيدا في سبيل دينه مع 38 آخرين.

### هوامش
1. ↑  على الرغم من أن والد شرحبيل يكف مجهولاً. إلا أنه يمكننا تقدير مولده، بناءًا على عدة معطيات، أولاً: أنه كبيرة أسرة، ولديه أبناء كبار شاركوه الحكم منذ سنة 472م على أقل تقدير. ولو افترضنا أن أولاده: أبو شمر نواف ولحيعة ينوف ومعد كرب ينعم ولدوا في ثلاثينات وأربعينيات القرن الخامس الميلادي، فيكون في بداية سبعينات القرن الخامس الميلادي، أعمارهم في الثلاثينيات كمتوسط. ولا شك أنهم كانوا في عمر متقدم جعلهم يشاركون والدهم الحكم، ثم يشاركوه في حملاته على شمال الجزيرة العربية سنة 474م. ثانياً: من المؤكد أن ابنه "لحيعة ينوف" كان في سنة 502م، في عمر متقدم، في أقل تقدير ستين عاماً، حيث ذكر في أحد النقوش أن لديه أحفاد وصلوا إلى سدة الإمارة سنة 502م، أي أن أعمارهم كانت في بداية العشرينيات - ولدوا في ثمانينيات القرن القرن الخامس - على أبعد تقدير، مما يؤكد الفرضية الأولى. وعلى ذلك تم تقدير مولد شرحبيل يكف حوالي 410، وابنه الأكبر "أبو شمر نوف" حوالي العام 435، ولحيعة ينوف حوالي العام 440م، وابنه الأصغر "معد كرب ينعم" في فترة ما من أربعينيات القرن الخامس الميلادي. وحفيده "مرثد ألن ينعم" مولود في ستينيات القرن الخامس الميلادي. وتم اعتماد (20 -30 عاماً) كمتوسط بين كل جيل من هؤلاء الملوك والأمراء.
2. ↑  النص الموسم بـ (CIH 644)، يتغير تاريخه اعتمادًا على استعادة السطر الأخير من النص: "إذا احتفظنا بالرقم 5[.]5، فيمكن أن يكون التاريخ 585 أو 595 حميري المقابل 475م أو 485م، وفق رأي كريستيان روبن. مع إستبعاد أن يكون النص بتاريخ 575 حميري حيث أن في ذلك الوقت، كان الملك شرحبيل يعفر حاكماً (النقش المؤرخ: Kh-al-Kawmani 1). وتجدر الإشارة إلى أن النص (CIH 644)، يذكر شرحبيل يكف منفرداً، وذلك ليس غريب، حيث لدينا نقوش لأبو كرب أسعد في أواخر حكمه تذكره منفرداً على الرغم من أنه كان مشاركاً شقيقه وأبنائه منذ وقت مبكر. وحتى الآن ليس لدينا بعد العام 475م، أي نقش مؤرخ بشكل واضح، هناك نصوص، ولكن يعتريها التلف والكسر، مما يصعب أخذها بقطعية. لذلك تم إعتماد المتوسط التقديري فيما بين 475م أو 485م، أي العام 480م. "نسخة مؤرشفة". مؤرشف من الأصل في 2024-04-10. اطلع عليه بتاريخ 2023-07-10.{{استشهاد ويب}}:  صيانة الاستشهاد: BOT: original URL status unknown (link)